# Gourougou

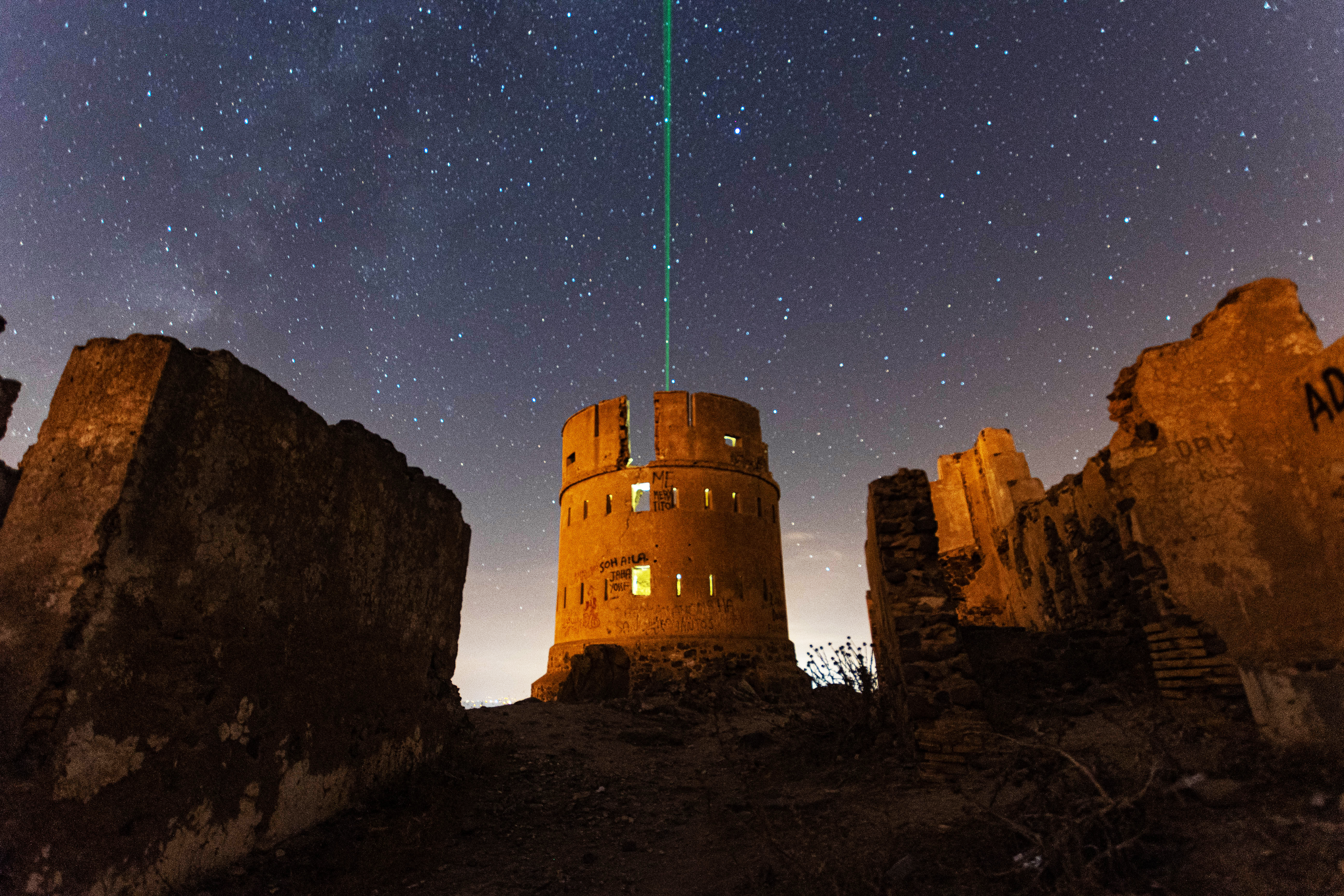
Le chateau de Tazouda au sommet du mont Gourougou.

Le mont Gourougou (en amazigh : adrar n Gururu) est une montagne du Rif, au Maroc. Il est situé à proximité de la lagune de Nador. Il culmine à 900 m d'altitude.
De grande qualité, le paysage offre, sur tous les versants de la montagne, des formes de reliefs assez rares. Ce qui en fait un espace récréatif remarquable pour les visiteurs locaux, nationaux et étrangers. C’est aussi un capital foncier à même de générer d’importantes recettes et de créer des postes d’emploi. 

## Immigrés clandestins
En 2005, l'affaire des clandestins d'Afrique noire avait été beaucoup médiatisée lorsque des dizaines de clandestins avaient franchi via le Maroc la frontière de Melilla (enclave espagnole) en escaladant les barrières à l'aide d'échelles. Une caserne a été installée à Beni chiker, à proximité de Gourougou et de la frontière de Melilla pour dissuader les clandestins de s'y réinstaller.